# Bruni (Texas)
Bruni es un lugar designado por el censo ubicado en el condado de Webb en el estado estadounidense de Texas. En el Censo de 2010 tenía una población de 379 habitantes y una densidad poblacional de 111,28 personas por km².

## Geografía
Bruni se encuentra ubicado en las coordenadas 27°25′41″N 98°49′56″O / 27.42806, -98.83222. Según la Oficina del Censo de los Estados Unidos, Bruni tiene una superficie total de 3.41 km², de la cual 3.41 km² corresponden a tierra firme y (0%) 0 km² es agua.

## Demografía
Según el censo de 2010, había 379 personas residiendo en Bruni. La densidad de población era de 111,28 hab./km². De los 379 habitantes, Bruni estaba compuesto por el 83.38% blancos, el 0% eran afroamericanos, el 0.26% eran amerindios, el 0% eran asiáticos, el 0% eran isleños del Pacífico, el 15.04% eran de otras razas y el 1.32% pertenecían a dos o más razas. Del total de la población el 89.45% eran hispanos o latinos de cualquier raza.

## Educación

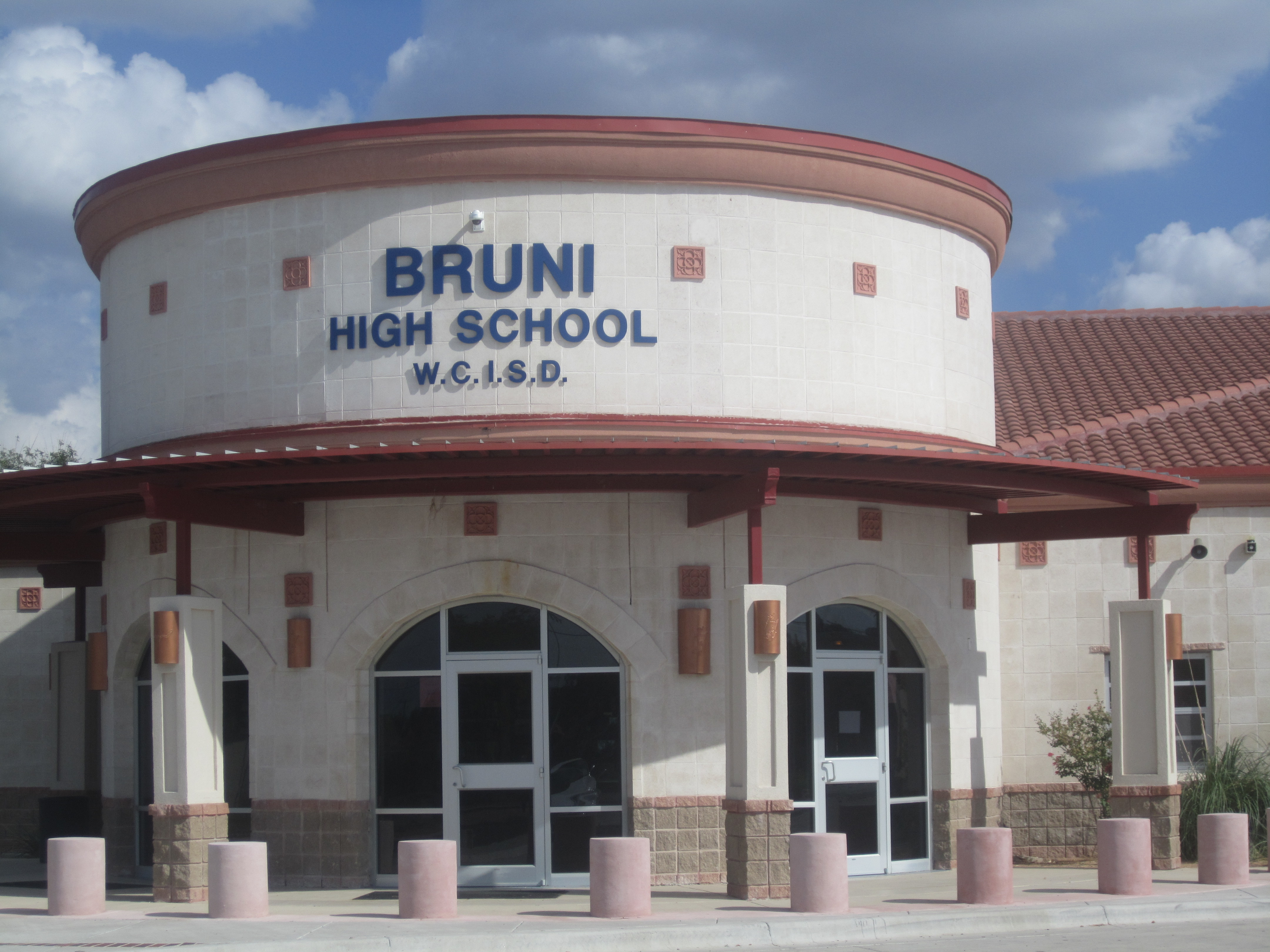
Bruni High School

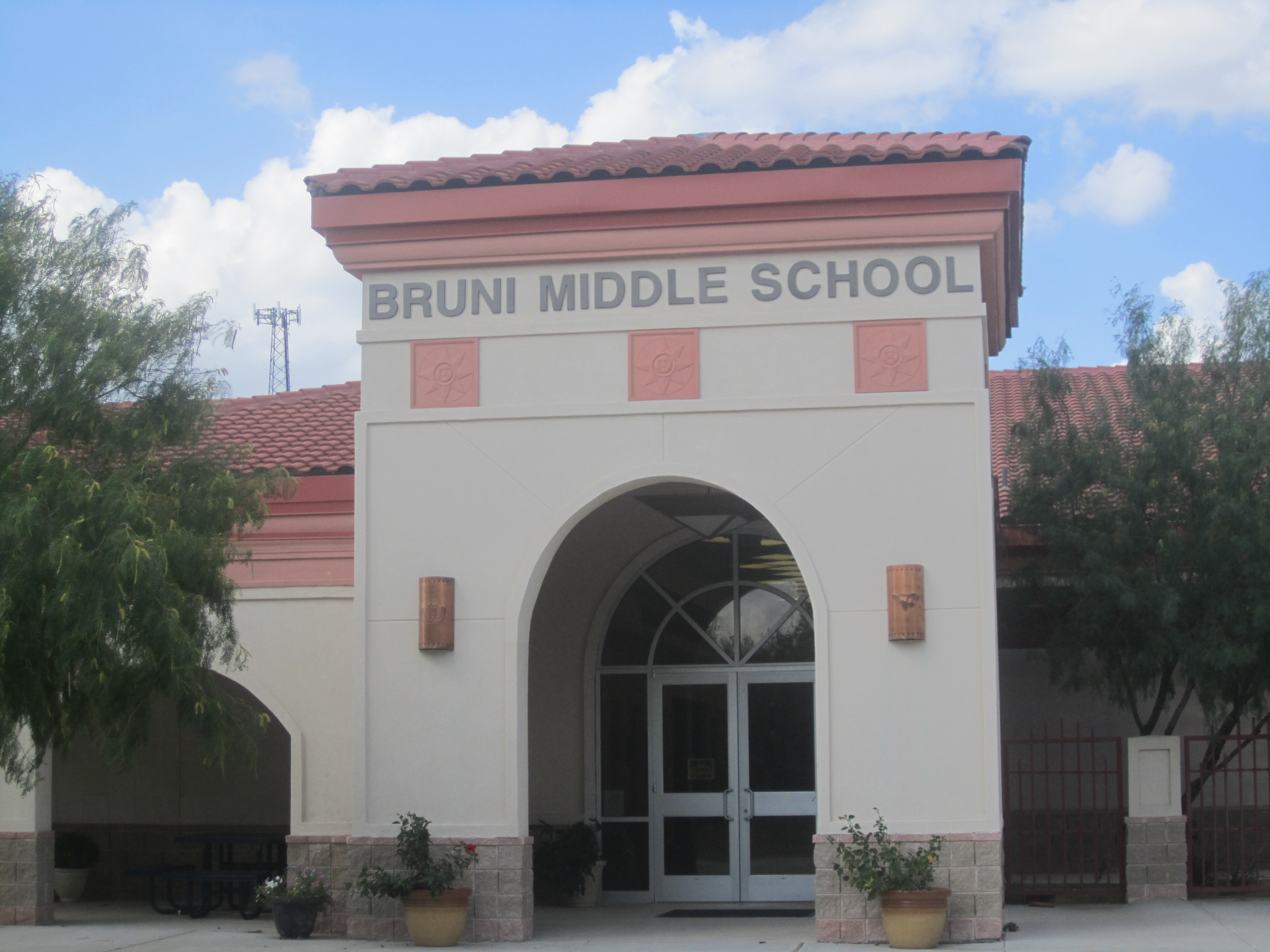
Bruni Middle School

El Distrito Escolar Independiente de Webb Consolidated sirve Bruni.